# 华南粗叶木
华南粗叶木（学名：Lasianthus austrosinensis），为茜草科粗叶木属下的一个植物种。